# (37540) 1981 ES7
1981 ES7 (asteroide 37540) é um asteroide da cintura principal. Possui uma excentricidade de 0.16143520 e uma inclinação de 4.56557º.
Este asteroide foi descoberto no dia 1 de março de 1981 por Schelte J. Bus em Siding Spring.